# Dark Eyes
Dark Eyes è l'album in studio di debutto del gruppo indie rock canadese Half Moon Run, pubblicato tramite Indica Records in Canada il 27 marzo 2012.
Il primo singolo Full Circle ha raggiunto il numero 29 nella classifica rock/alternativa canadese nel 2012. Il brano è stato utilizzato anche nel trailer "Horizon" di Assassin's Creed IV: Black Flag, mostrato durante l'E3 2013.
Il secondo singolo dell'album Call Me in the Afternoon ha raggiunto la posizione numero 19 nella classifica rock/alternativa canadese nel 2013.
Negli Stati Uniti, l'album ha venduto 12.000 copie a settembre 2015.
La band ha anche pubblicato una canzone intitolata Unofferable per la pubblicazione della versione internazionale dell'album nel luglio 2013.

## Tracce
1. Full Circle – 3:02
2. Call Me in the Afternoon – 3:04
3. No More Losing the War – 3:57
4. She Wants to Know – 4:12
5. Need It – 3:26
6. Give Up – 3:51
7. Judgement – 3:05
8. Unofferable – 4:06
9. Drug You – 3:48
10. Nerve – 3:17
11. 21 Fire Escape – 2:54
12. 21 Gun Salute – 4:52